# عبد العزيز أبوشيار (شاعر)
عبد العزيز أبوشيار (1956 - ) شاعر مغربي من مواليد مدينة بركان بالمغرب 21 مارس 1956. مدرس لغة عربية، صدر له ديوان شعر بعنوان أوتار النزيف سنة 2010 وله ديوان آخر قيد الطبع بعنوان النهر المسجور. له عدة إسهامات ثقافية وشعرية، وهو عضو بجمعية أبركان للثقافة والتراث وأحد مؤسسي منتدى إبداع أبركان الدي يساهم في إبراز الطاقات الإبداعية بالمغرب الشرقي بخاصة وبالمغرب عامة في مختلف مجالاتها كالشعر والقصة والرواية والتشكيل والمسرح صدر له ديوان فيض الاباريق سنة 2014 وديوان بعنوان معارج الروح سنة 2019 وديوان نحت فوق السحاب سنة 2022